# 直接教學法
直接教學法（Direct instruction），一種起源於美國的教學方式，由學者齊格飛·恩格曼在1964年在伊利諾州立大學開始發展。

## 歷史
這套教學法最早起源於齊格飛·恩格曼（Siegfried Engelman）在伊利諾州立大學開始發展的閱讀課程，他希望能夠因此增進美國學生的初等閱讀能力。

## 內容
直接教學法採取五至十人的小班制。教師要將課程先分解成幾個容易理解消化的概念主題，遵照一定的腳本流程，開始教學。
每次的教學都必須確定學生能夠真正學習到這個概念，因此在教學之後，每個學生都必須立即回應。它採取一種快速的問答方式，每分鐘學生須完成練習，做出十個回應。

## 對比
直接教學法的主要對手是發現式學習。

## 外部連結
- 直接教學法首頁 （页面存档备份，存于）